# Symbol relacyjny
Symbol relacyjny (predykat) – uogólnienie zmiennych zdaniowych rachunku zdań w rachunku predykatów pierwszego rzędu.
Symbol relacyjny stanowi odpowiednik matematycznej relacji w logice matematycznej, jednak nie jest z nią tożsamy – relacja zbudowana jest bowiem na pojęciu zbioru, podczas gdy w logice pojęcie to nie występuje.
Symbole relacyjne mogą mieć zero lub większą liczbę argumentów. Każdy symbol relacyjny jest formułą atomową rachunku zdań. Symbolom relacyjnym w procesie wartościowania mogą zostać przypisane wartości logiczne: prawda lub fałsz. W odróżnieniu jednak od zmiennych zdaniowych, sparametryzowane symbole relacyjne mają wartości logiczne przypisywane do każdej kombinacji swoich parametrów.